# Подобие
Подобие е геометричен термин за свойството на геометричните фигури да имат еднаква форма без значение от размерите. Две фигури F1 и F2 се наричат подобни, ако между точките им съществува взаимно еднозначно изображение, при което отношенията на разстоянията между всяка двойка съответни точки от фигурите е постоянно неотрицателно число, наречено коефициент на подобие. Терминът е приложим не само за равнинни фигури, но и за тела от триизмерното пространство.
В сила са следните твърдения:
- Подобието запазва равни ъглите между съответните линии на фигурите.
- Подобие с коефициент k = 1 се нарича еднаквост.
- Отношението между периметрите на подобните фигури е равно на коефициента на подобие k.
- Отношението между лицата на подобните фигури е равно на k2.
- Отношението между обемите на подобни тела е равно на k3.
- Две фигури, поотделно подобни на трета, са подобни и помежду си.

Подобните фигури е прието да се означават със символа ~ (тилда), например: {\displaystyle \textstyle {\triangle ABC\sim \triangle A'B'C'}}

## Подобни триъгълници
Подобността на триъгълници е понятие в геометрията. Два триъгълника са подобни, ако е на лице един от следните признаци:

### Първи признак за подобие на триъгълници
Ако два ъгъла на един триъгълник са съответно равни на два ъгъла от друг триъгълник, то двата триъгълника са подобни.

### Втори признак за подобие на триъгълници
Ако две страни на един триъгълник са съответно пропорционални на две страни от друг триъгълник и ъглите между тези страни са равни, то двата триъгълника са подобни.

### Трети признак за подобие на триъгълници
Ако страните на един триъгълник са съответно пропорционални на страните на друг триъгълник, то двата триъгълника са подобни.

### Четвърти признак за подобие на триъгълници
Ако две страни на един триъгълник са съответно пропорционални на две страни на друг триъгълник и ъглите, лежащи срещу по-големите от тези две страни, са равни, то двата триъгълника са подобни.
От Четвъртия признак за подобие следва Признакът за подобие на правоъгълни триъгълници: Ако хипотенуза и катет от един правоъгълен триъгълник са съответно пропорционални на хипотенуза и катет от друг правоъгълен триъгълник, то двата триъгълника са подобни.